# 神堂堡乡
神堂堡乡，是中华人民共和国山西省忻州市繁峙县下辖的一个乡镇级行政单位。

## 行政区划
神堂堡乡下辖以下地区：
茨沟营村、神堂堡村、红崖村、杨树湾村、中砚台村、青羊口村、常坪村、安子村、洞沟门村、王庄村、文溪村、钟耳寺村、大寨口村、尧子村、王子村、大地坡村、吐兰台村、刘庄村、天桥村、庄旺滩村、韩庄村、南禅房村、北禅房村、鹿骨台村、腰庄村、山辛庄村、大梁村、口泉村、黄台村、庄旺村、楼房底村、吐楼村、上庄村、麻子山村、老汉坪村、卅亩地村、山角村、娘子城村、连花崖村、盘道村、碓臼村、古华岩村、秀柳村、下庄村、九枝树村、吐川村、白砂洞村和半石窑村。

## 中国传统村落
茨沟营村获评“中国传统村落”。